# Automeris zozine
Automeris zozine este o specie de molie din familia Saturniidae. Este răspândită din Mexic, până în sud în Guatemala și Columbia.
Anvergura este de aproximativ 65 mm.
Larvele se hrănesc cu specii de plante din genul Quercus și Robinia.